# José Passos Porto
José Passos Porto (Itabaiana, 28 de dezembro de 1923 - Aracaju, 19 de outubro de 2010) foi um engenheiro agrônomo e político brasileiro radicado em Sergipe, estado que representou no Congresso Nacional.

## Biografia
Filho de Eliezer Porto e Ana Passos Porto. Formado em Engenheiro Agrônomo em 1946 pela Escola Agronômica da Bahia com especialização em Genética e Tecnologia do Algodão pelo Instituto Agronômico de Campinas, trabalhou no Instituto Baiano do Fumo, na Secretaria de Agricultura da Bahia e na Estação Experimental de Algodão em Feira de Santana.
Transferido para o Baixo São Francisco para chefiar as patrulhas mecanizadas, fixou-se em Propriá e depois chefiou o fomento agrícola do Ministério da Agricultura em Sergipe, estado onde foi presidente da Federação das Colônias de Pescadores de Sergipe, da Associação Sergipana de Agronomia e membro do Instituto Histórico de Sergipe. No Distrito Federal foi presidente da Associação Brasiliense de Engenheiros Agrônomos e vice-presidente da Sociedade Brasileira de Botânica de Brasília e diretor do Clube do Congresso. 
Eleito deputado federal pela UDN em 1958 e 1962, licenciou-se para ser diretor financeiro (1963-1966) da Companhia Urbanizadora da Nova Capital (NOVACAP). Decretado o bipartidarismo pelos militares filiou-se à ARENA sendo reeleito em 1966, 1970 e 1974, concluindo um curso na Associação dos Diplomados da Escola Superior de Guerra em 1972.
Em 1978 foi eleito senador por Sergipe, tendo como adversários Heráclito Rollemberg (que seria o primeiro suplente) e José Carlos Teixeira  (MDB).
Desde que chegou ao Senado, no início do governo de João Baptista Figueiredo, Passos Porto lutou por uma reforma tributária que contemplasse com mais recursos os municípios. Seu argumento era o de que o País não poderia prosseguir com as constrangedoras cenas de prefeitos viajando a Brasília, a fim de pedir verbas ao governo federal. Em sua luta por essa reforma, ficou conhecido como o criador da bancada municipalista no Congresso. 
Após a reforma partidária de 1980 migrou para o PDS e, em 1986, para o PMDB. Foi diretor-geral do Senado entre 1987 e 1992. Faleceu no dia 19 de outubro de 2010.